# Аль-Гассанія
Аль-Гассанія аль-Баджанія (прибл. Х-ХІ століття) — андалузька адіба (літераторкою) та поетеса з Байяни, сучасна Печина, Альмерія, Іспанія.
В історичних записах про цієї арабської поетеси залишилося небагато подробиць. Її прізвище, останній залишок її особистості, вказує, що вона належала до клану Гассан і була з Баяни. Можливо, вона жила під час розквіту економічного та культурного розквіту в Тайфі в Альмерії, що збігається з правлінням Джаірана та Абу Ях'ї Мухаммеда аль-Мутасима. Це зробило б її сучасницею Зейнаб аль-Марійї, іншої альмерійської поетеси.
Аль-Гассанія відома тим, що пише панегірики, присвячені правителям.
Збереглося лише шість рядків, написаних аль-Гассанією: це частина романтичної прелюдії до, ймовірно, набагато довшої касиди про Джайрана, правителя Альмерії, яка наслідує творчість відомого придворного поета Ібн Дарраджа аль-Касталлі:
Чи засмутило тебе почути, як вони сказали:

«Паланкіни жінок від'їхали?»

Як ти міг це витримати, горе тобі,

коли вони пішли?

Їх від'їзд несе лише смерть,

або, якщо ні, то покірність.